# Shisa Kanko
Shisa Kanko (em português, algo como ‘Apontar e Falar’) é uma técnica japonesa de segurança e saúde ocupacionais de gesticular e falar sozinho com o objetivo de reduzir erros no trabalho, uma vez que ajuda a melhorar o desempenho em funções que exigem atenção.

## História
Esta técnica surgiu no começo do Século XX, nas linhas férreas japonesas, para checar se tudo estava em ordem com a sinalização.
Conforme Alice Gordenker, em um artigo escrito para o "The Japan Times" em 2008:
| “ | "Empregados ferroviários japoneses utilizam-se dessa técnica há mais de 100 anos, mas a origem exata é um pouco incerta. Relatos remontam para o início de 1900 sobre um engenheiro de locomotivas chamado Yasoichi Hori, que supostamente estava começando a perder sua visão. Preocupado em fazer um sinal por engano, Hori começou a sinalizar verbalmente para o bombeiro que estava trabalhando com ele. O bombeiro iria confirmar o entendimento do sinal chamando-o de volta. Um observador entendeu que esta poderia ser uma excelente maneira de reduzir erros e, em 1913, foi codificado em um manual ferroviário como ‘kanko oto’ ("chamada e resposta"). O apontador veio mais tarde, provavelmente depois de 1925. Para dar um exemplo de como isso funciona, digamos que a sua tarefa é ter certeza de que uma válvula está aberta. Você olha diretamente para a válvula e confirma que ela está aberta. Você fala para si mesmo em voz clara, "válvula aberta!" Então, ainda olhando para a válvula, você aponta com a sua mão direita para para a válvula de forma exagerada e fala, "OK!" A teoria é que, ao ouvir a sua própria voz e envolver os músculos da boca e do braço, você estimula seu cérebro a ficar mais alerta." | ” |

## Efetividade
Segundo o Railway Technical Research Institute, "ao apontar, voltamos nosso foco para a tarefa que está sendo feita, nos concentramos mais. Falar ajuda na memorização e a detectar mais facilmente problemas. Os dois juntos reduzem em quase 70% o risco de erro".